# Zorobabel

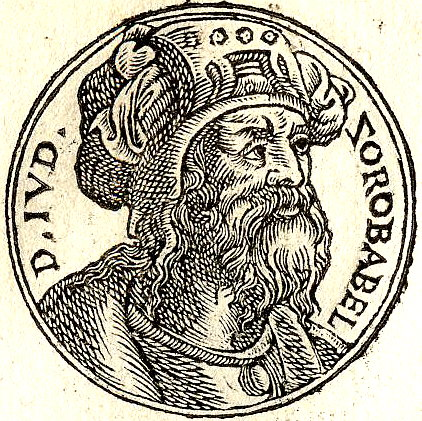
"Zorobabel" - lucrare în xilogravură de Guillaume Rouille, sec. XVI

Zorobabel (în ebraică זְרֻבָּבֶל Zerubavel), din limba akkadiană - „Sămânța (descendența) Babilonului”) este un personaj biblic, fiind primul guvernator persan al provinciei Yehud Medinata⁠(d) sau provincia Iehud (Iudeea), în care se stabiliseră evreii întorși la Ierusalim după captivitatea babiloniană, în 537 î.Hr. A primit ordin din partea lui Cirus al II-lea cel Mare să conducă construcția celui de-al Doilea Templu din Ierusalim. Este menționat alături de Marele Preot Iosua (Ieșua), Ezra și Neemia ca fiind în fruntea organizării societății evreiești. Apare și în cărțile biblice a profeților Hagai și Zaharia.

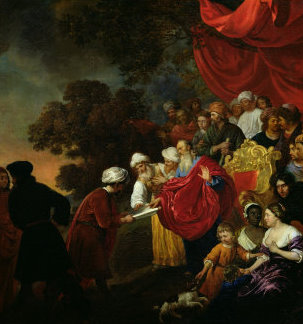
"Zorobabel prezintă un plan al Ierusalimului lui Cirus cel Mare" - pictură de Jacob van Loo, sec. XVII

## Zorobabel și linia genealogică a lui David
Zorobabel a fost un descendent al regelui David, bunicul său fiind Ieconia (Ioiachin) și unul dintre strămoșii lui Isus Hristos, mergând pe ideea că Isus a fost procreat de Iosif. Probabil, el era fiul real al lui Pedaia, dar recunoscut legal ca fiul lui Șealtiel. (1Cr 3:19; Mt 1:12, 13; Lu 3:27). Lista genealogică din 1 Cronici 3:19,20 indică numele a șapte fii a lui Zorobabel: Meșulam, Hanania, Hașuba, Ohel, Berechia, Hasadia, Iușab-Hesed și sora lor, Șelomit.

## Șeșbațar
În timp ce i-a condus pe evrei înapoi, Șeșbațar a adus cu el ustensilele de aur și argint pe care Nebucadnețar le-a jefuit din templu. La sosirea în Ierusalim, a pus bazele celui de-al doilea templu. Opinia este împărțită cu privire la faptul dacă Șeșbațar era aceeași persoană cu guvernatorul Zorobabel sau nu. Unii fac legătura dintre Șeșbațar și Șenațar, fiul regelui Ioiachin (Ieconia), menționat la 1 Cronici 3:18, având în vedere asemănarea dintre cele două nume, precum și titlul lui Șeșbațar de „prinț al lui Iuda” care apare în unele versiuni ale lui Ezra 1:8. În plus, relatara din Ezra îl menționează primul pe Șeșbațar primind ordin de la rege. Pe de altă parte, ambii au titlul de guvernator și li se atribuie aceleași merite (Ezr 1:11; 2:1, 2; 5:2, 14, 16; Hag 1:1, 14; 2:2, 21; Zec 4:9), iar în lista celor întorși în Ierusalim este menționat doar Zorobabel (Ezra 2:2, 3:1,2), ceea ce lasă să se înțeleagă că ambele sunt aceleași persoane.